# Permsko-triasno izumrtje
Permsko-triasno izumrtje je dogodek, ki je povzročil izumrtje približno 96 % morskega življenja in 70 % kopenskih strunarjev. Dogodek, ki se je zgodil pred približno 251 milijoni let na prehodu iz perma v trias, naj bi povzročil padec meteorita, drugi možni vzroki pa vključujejo še povečano ognjeniško dejavnost ali eksplozijo supernove.

## Potencialni povzročitelji

### Izbruh vulkana
Verjame se, da so sibirske trape glavni vzrok permsko-triasnega izumrtja, najhujšega izumrtja v geoloških zapisih. Katastrofalno izumrtje bi lahko povzročili vulkanski izbruhi iz permsko-triasne meje izpred okrog 251,9 milijona let. Med izbruhi je nastala regija, danes znana kot sibirske trape. Med izbruhi so velike količine bazaltne lave v poplavnem bazaltnem dogodku prekrile veliko območje Sibirije. Danes območje pokriva približno 7 milijonov km² bazaltnih kamnin s prostornino okoli 4 milijone km3.

### Padec meteorja
Zemljo je za več tisoč let prekril prah. Rastline zaradi pomankanja sončne svetlobe niso imele pogojev za potekanje fotosintezo, s katero. kot stranski produkt proizvajajo kisik. Padec meteorita je povzročil zelo hude potrese, zaradi katerih so se začele premikati celine. Na morskem dnu so nastale razpoke. Pod oceani ujet toplogredni plin metan je skozi nastale razpoke hitreje uhajal na površje. Temperatura zraka je hitro naraščala. Metan, ki je uhajal iz razpok se je začel raztapljati, kar je povzročilo izhlapevanje izotopa toplogrednega plina ogljika (12C), ki je ozračje segrel za dodatnih 5° C.